# Ковали (деревня, Октябрьский район)
Ковали (бел. Кавалі́) — деревня в Октябрьском районе Гомельской области Беларуси. В составе Октябрьского сельсовета.

## География

### Расположение
В 6 км на юг от Октябрьского, 3 км от железнодорожной станции Рабкор (на ветке Бобруйск — Рабкор от линии Осиповичи — Жлобин), 209 км от Гомеля. Рядом расположен посёлок Ковали.

### Транспортная сеть
Автодорога связывает деревню с городским посёлком Октябрьским. Планировка состоит из прямолинейной улицы, близкой к меридиональной ориентации, застроенной редко деревянными усадьбами.

## История
По письменным источникам известна с XVIII века как селение в Мозырском повете Минского воеводства Великого княжества Литовского. После 2-го раздела Речи Посполитой (1793 год) в составе Российской империи. В XIX веке в поместье Рудобелка, с 1867 года владение барона А. Е. Врангеля, затем — генерал-майор А. Ф. Лилиенфельда. Обозначена на карте 1866 года, использовавшейся Западной мелиоративной экспедицией, работавшей в этом районе в 1890-е годы. Согласно переписи 1897 года деревня Кузнецы (она же Деревская), находился трактир. В 1908 году в Рудобельской волости Бобруйского уезда Минской губернии.
В 1931 году организован колхоз. Во время Великой Отечественной войны 2 апреля 1944 года немецкие оккупанты полностью сожгли деревню и убили 720 жителей, многие из соседних деревень. Позже каратели убили еще 141 жителя (похоронены в могилах жертв фашизма в 150 м на северо-запад и 0,8 км на запад от деревни). 5 жителей погибли на фронте.
Размещена Октябрьская государственная зональная сортоиспытательная станция; работает магазин.

## Население

### Численность
- 2011 год — 31 хозяйство, 58 жителей

### Динамика
- 1795 год — 24 двора, 162 жителя.
- 1897 год — 53 двора, 328 жителей (согласно переписи).
- 1908 год — 80 дворов, 597 жителей.
- 1917 год — 101 двор, 615 жителей.
- 1940 год — 134 двора, 615 жителей.
- 1959 год — 183 жителя (согласно переписи).
- 2004 год — 41 хозяйство, 102 жителя.
- 2011 год — 31 хозяйство, 58 жителей

## Культура
- Музей "Чароўны скарб"

## Достопримечательность
- Обелиск мирным гражданам, убитым и сожженным в апреле 1942 года (номер воинского захоронения 8416)[2].
- Обелиск на месте захоронения мирных граждан, сожженных в апреле 1942 года (номер воинского захоронения 8417)[2].